# كاتدرائية برلين

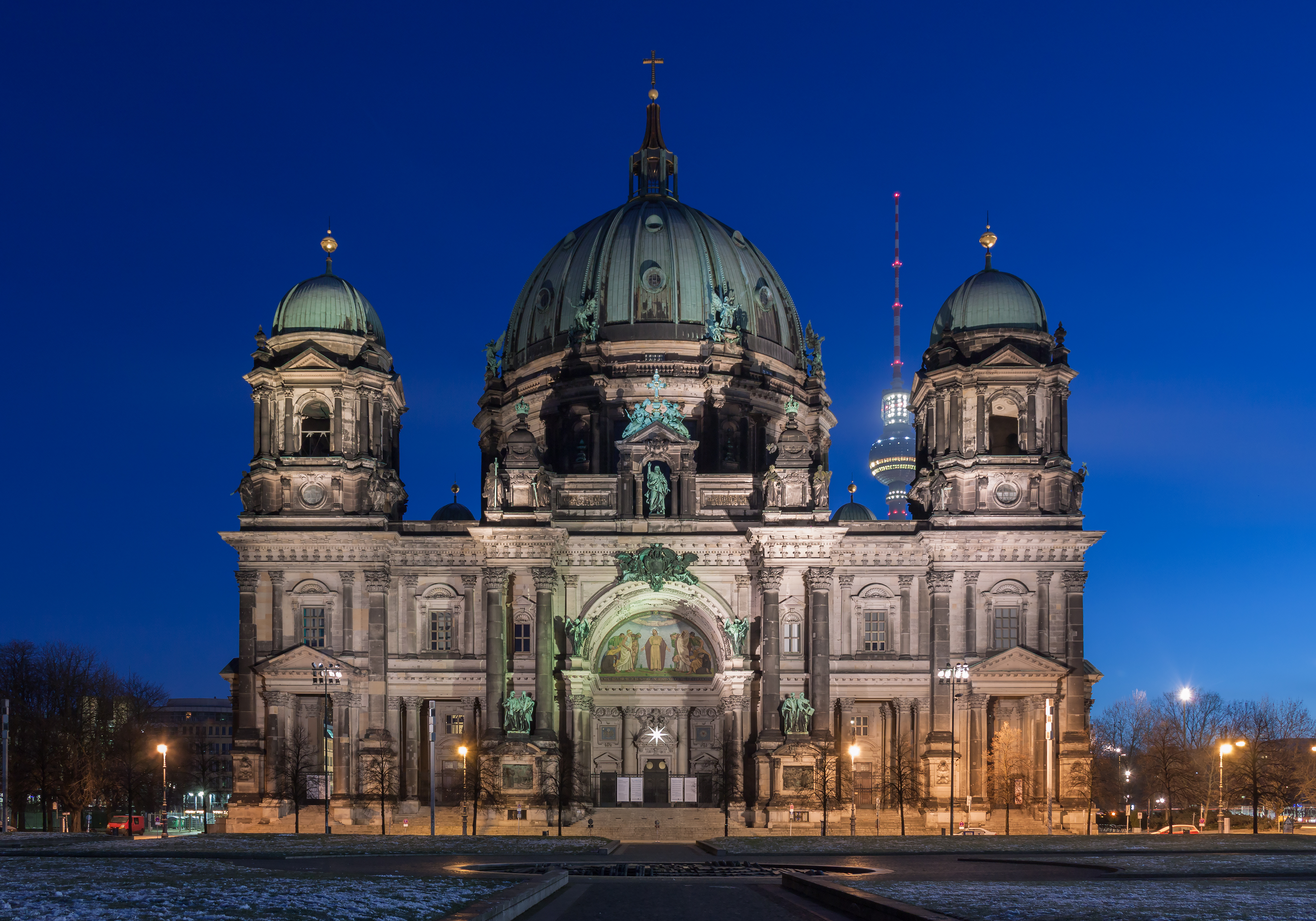
كاتدرائية برلين

كاتدرائية برلين (بالألمانية: Berliner Dom) هي الكنيسة الرئيسية البروتستانتية في برلين التاريخية وتقع على جزيرة المتاحف في وسط برلين.

## أعلام
- أوغست فيلهلم البروسي
- صوفي شارلوته هانوفر
- فريدرخ فيلهلم
- فريدرش فيلهلم الثاني ملك بروسيا
- يوهان زيغسمونت